# Eddie Hall
Edward Stephen Hall, detto Eddie (Newcastle-under-Lyme, 15 gennaio 1988), è un strongman britannico.
Noto con il soprannome di “The Beast”, è uno strongman inglese, vincitore di diversi trofei quali WORLD Strongest Man, UK's Strongest Man e England's Strongest Man. Inoltre gareggia nel World's Strongest Man ed era il detentore per il record mondiale di stacco da terra. È il primo uomo al mondo ad aver staccato da terra 500 chilogrammi (1 100 lb), record effettuato il 9 luglio 2016 agli Europe's Strongest Man. A livello internazionale partecipa annualmente a diverse competizioni, quali Europe's Strongest Man, World's Strongest Man ed Arnold Strongman Classic. Nel 2017 ottiene il titolo di World's Strongest Man.

## Biografia
Dal 2008 lavora presso un'officina meccanica a Stoke-on-Trent, città in cui attualmente vive con la sua famiglia. Iniziò ad allenarsi come bodybuilder e partecipò a qualche competizione ma la sua carriera come strongman ebbe inizio nel 2010. Nel 2011 vinse per la prima volta il primo dei cinque titoli UK's Strongest Man (i successivi nel 2012, 2013, 2014 e 2015),ed è anche l'attuale detentore del Britain's Strongest Man (2014, 2015, 2016). Ai campionati europei, che si svolgono a Leeds ogni estate, non è mai riuscito a salire sul podio però nello stacco da terra (suo evento preferito nelle competizioni) è sempre riuscito a classificarsi in ottime posizioni (secondo nel 2014 dietro all'islandese Benedikt Magnusson, primo nel 2015 con il record mondiale di 463 kg = 1020 lb, nel 2016 ancora un W.R. con 500 kg = 1102.3 lbs).
Gli inizi delle sue prime esperienze nel World's Strongest Man sono state molto dure, non riuscendo a qualificarsi alle finali nel 2012 e 2013; nel 2014 passò in finale e si piazzò sesto in classifica. Migliorò nel 2015 a Putrajaya (Malaysia), classificandosi quarto dietro ai "grandi" Hafþór Júlíus Björnsson, Brian Shaw e Žydrūnas Savickas. Sempre nel 2015 ha preso parte per la prima volta all'Arnold Strongman Classic, arrivando sesto in classifica. Durante l'Arnold Strongman Classic nel periodo di Marzo , nell'evento del deadlift, staccò il nuovo "Elephant Rogue Bar" caricato a 465 kg. Nell'agosto 2016 si piazzò terzo nel World's Strongest Man, dietro ad Hafþór Júlíus Björnsson e a Brian Shaw (vincitore). Effettua i suoi allenamenti alla Asylum Gym, a Stoke-on-Trent. Inoltre ha un contratto di sponsorizzazione con la Protein Dynamix. Nel Gennaio 2023 dichiara di voler iniziare un percorso nel culturismo, con l'obiettivo di arrivare a gareggiare per il Mr Olympia alla fine del 2024. Dopo tanti anni dedicati alla forza, decide di dedicarsi all'estetica del proprio corpo.

### Vita privata
È sposato con Alexandra Hall e i due vivono insieme a Stoke-on-Trent, unitamente ai loro due figli. Alla fine del 2022 dichiara di essere in attesa del 3⁰ figlio.

## Caratteristiche fisiche e tecniche
Alto 191 cm per un peso che varia dai 165 kg ai 200 kg, Eddie Hall è dotato di un fisico che gli permette di essere competitivo in quasi tutti gli eventi presenti nei vari campionati a cui partecipa. I suoi punti forti sono spalle (record personale: 211 kg log lift in allenamento e 216 kg military press), gambe (r.p.: 405 kg squat in allenamento e 500 kg di stacco da terra), petto (r.p.: 300 kg panca piana in allenamento). 

## Bacheca piazzamenti
Di seguito vi è una tabella rappresentante i piazzamenti in competizioni di prestigio dal 2010 ad oggi:
|                          | 2010 | 2011 | 2012         | 2013         | 2014 | 2015 | 2016 | 2017 | 2018 |
| ------------------------ | ---- | ---- | ------------ | ------------ | ---- | ---- | ---- | ---- | ---- |
| Arnold Strongman Classic | /    | /    | /            | /            | /    | 6°   | 9°   | /    | /    |
| World's Strongest Man    | /    | /    | 4°- girone 2 | 3°- girone 5 | 6°   | 4°   | 3°   | 1°   | /    |
| Europe's Strongest Man   | /    | /    | /            | /            | 7°   | 9°   | /    | 2°   | /    |
| Giant Live               | /    | /    | 4°           | 2°           | 3°   | /    | /    | /    | /    |
| Britain's Strongest Man  | /    | /    | /            | /            | 1°   | 1°   | 1°   | 1°   | 1°   |
| UK's Strongest Man       | /    | 1°   | 1°           | 1°           | 1°   | 1°   | /    | /    | /    |
| England Strongest Man    | 1°   | 1°   | /            | /            | /    | /    | /    | /    | /    |

## Primati  personali
In competizione:
- Panca piana - 300 kg (661 lb).
- Stacco da terra (con fasce) - 500 kg (1102.3 lb).

In allenamento:
- Stacco da terra (con fasce) - 461.98 kg (1018.5 lb).
- Squat - 405 kg (891 lb).
- Panca piana - 300 kg (661 lb).
- Log press - 211 kg (465 lb) - Record britannico, fatto nel 2015 al Britain's Strongest Man.
- Axle press - 216 kg (476 lb).
- Leg press - 1000 kg (2200 lb) per 10 ripetizioni.

## Filmografia parziale
- I mercenari 4 - Expendables (Expend4bles), regia di Scott Waugh (2023)